# Печеское
Печеское (укр. Печеське) — село в Красиловском районе Хмельницкой области Украины.
Население по переписи 2001 года составляло 666 человек. Почтовый индекс — 31044. Телефонный код — 3855. Занимает площадь 1,568 км². Код КОАТУУ — 6822787901.

## Местный совет
31044, Хмельницкая обл., Красиловский р-н, с. Печеское, ул. Пролетарская